# Roméo Beaudry

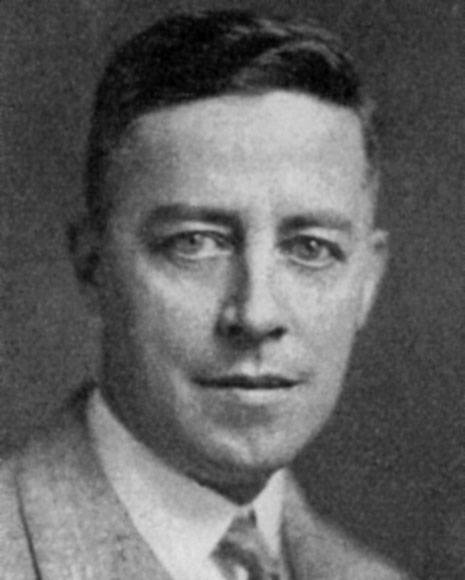
Roméo Beaudry

Louis-Roméo Beaudry (* 25. Februar 1882 in Montreal; † 7. Mai 1932 in Outremont) war ein kanadischer Komponist, Musikproduzent, -verleger und -kritiker.
Beaudry besuchte bis 1900 das Séminaire de Québec und arbeitete dann bei der National Bank, bevor er der Partner seines Vaters wurde, der die Niederlassung in Quebec der Willis Piano Company leitete. 1912 wurde er Vertreter der Starr Sales Company in Montreal, wo er auch Musikkritiken für die Zeitung La Patrie schrieb, und ab 1915 betreute er den frankophonen Part von Columbia Gramophone in New York und organisierte Plattenaufnahmen von mehr als einem Dutzend Künstlern aus Quebec, darunter Jean-Marie Magnan, Joseph-Henri Thibodeau, Hector Pellerin, François-Xavier Mercier, Damase DuBuisson, Alfred Nohcor und Honoré Vaillancourt.
Als 1918 die Starr Piano Company aus Richmond, Indiana, nach Kanada expandierte, wurde Beaudry Generaldirektor der Starr Company of Canada. 1920 gründete er Starr Phonograph of Quebec in Montreal, wo er im Laufe der 1920er Jahre fast 700 Aufnahmen verschiedenster musikalischer Genres u. a. mit  J. Hervey Germain, Hector Pellerin, Arthur Lapierre und Alex J. Bédard, Isidore Soucy, Ovila Légaré, Eugène Daigneault, Alfred Montmarquette, Placide Morency, Hercule Lavoie, Albert Marier, Charles Marchand, Rodolphe Plamondon und Alexandre Desmarteaux produzierte. 1929 engagierte er die Sängerin Mary Bolduc, deren Song La cuisinière allein 10.000 Mal verkauft wurde. Daneben nahm er auch Sketche mit Vaudeville-Künstlern wie Juliette Béliveau, Rose Rey-Duzil, Alex J. Bédard, Arthur Lapierre, und Athanase Beaudry auf. Zusätzlich gründete er den Musikverlag Radio Music Publisher/Éditions Radio.
Auch als Komponist war Beaudry erfolgreich. Neben mehr als 150 Adaptionen englischsprachiger Songs wurden etwa 75 seiner Originalkompositionen auf Platte aufgenommen, darunter Titel wie L'amour se souvient (Text Hercule Lavoie), Ne fais jamais pleurer ta mère (Text Hercule Lavoie), Les baisers sont les fleurs de l'amour (Text Charles-Émile Brodeur), Alouette, n'aie pas peur de moi (Text Albert Marier), Laissez parler les fleurs (Text Jean Cartier) und Votre avion va-t-il au paradis? (Text Odilon Rochon).